# Хуньцзян
Хуньцзя́н (кит. упр. 浑江, пиньинь Húnjiāng) — район городского подчинения городского округа Байшань провинции Гирин (КНР). Район назван в честь протекающей по его территории реки Хуньцзян.

## История
В 1877 году в этих местах, которые тогда входили в состав уезда Тунхуа, был образован Маоэршаньский караул (猫耳山巡检 или 帽儿山巡检), который в 1902 году был переименован в Бадаоцзянский караул (八道江巡检). В 1902 году из уезда Тунхуа был выделен уезд Линьцзян (临江县).
В 1959 году уезд Линьцзян был расформирован, а эти места стали городом Хуньцзян. 4 февраля 1985 года, в связи с переходом КНР на новую трёхуровневую систему административно-территориального деления, район Тунхуа был ликвидирован, а на его территории были образованы городские округа Тунхуа и Хуньцзян; территория бывшего города Хуньцзян была разделена на районы Бадаоцзян (八道江), Линьцзян и Саньчацзы.
В 1994 году городской округ Хуньцзян был переименован в Байшань, а в феврале 2010 года район Бадаоцзян был переименован в район Хуньцзян.

## Административное деление
Район Хуньцзян делится на 8 уличных комитетов и 4 посёлка.

## Соседние административные единицы
Район Хуньцзян граничит со следующими административными единицами:
- Район Цзянъюань и городской уезд Линьцзян (на северо-востоке)
- Городской округ Тунхуа (на западе и юге)
- КНДР (на юго-востоке)